# Jeronimas-Ralys-Gymnasium Jonava
Jeronimas-Ralys-Gymnasium Jonava (lit. Jonavos Jeronimo Ralio gimnazija) ist ein litauisches Gymnasium in Jonava, im Stadtteil Lietava.

## Geschichte
1919 wurde das Progymnasium Jonava gegründet. 1923 gab es erste Absolventenreihe der Schule. 1941 fusionierte das Progymnasium mit der Grundschule Nr. 1. Die Schule wurde in der Innenstadt eröffnet und anstelle der zerstörten orthodoxen Kirchen gebaut (im ehemaligen Schulgebäude befindet sich jetzt die Kunstschule Jonava). Mit dem Schuljahr 1947/1948 begann die Mittelschule Jonava ihre Tätigkeit. Von 1949 bis 1950 wurde das sowjetische Bildungssystem eingeführt. Es gab 11-jährige Sekundarstufe. In jeder Stufe gab es eine russischsprechende Klasse. Die Schule hatte eigenes Wohnheim und Bibliothek.
1968 wurde ein neues Gebäude für Mittelschule Jonava gebaut. Die Schule wurde zur 1. Mittelschule Jonava.
Oktober 1993 bekam sie den Namen von Jeronimas Ralys (1876–1921), Arzt und Übersetzer. 1996 wurde die Schule vom katholischen Kreisdechant Jonavas geweiht und ein Museum eröffnet. Im Schuljahr 2004/2005 lernten 1326 Schüler in 47 Klassen. Ab 2008 verzichtete man auf die Grundschulbildung. September 2011 wurde die Schule zum Gymnasium (9–12 Klassen).
2012/2013 gab es 780 Schüler, insgesamt 28 Schulklassen. Im Gymnasium unterrichtet man Russisch, Deutsch und Englisch (als Fremdsprachen).

## Leitung
- Direktor: Arūnas Rimkus (* 1960)

## Lehrer
- Jonas Legas (* 1957), Deutschlehrer und Kommunalpolitiker, Mitglied im Gemeinderat
- Juozas Storpirštis (* 1947), Basketballschiedsrichter der FIBA, Sportpädagoge und Kommunalpolitiker, Vizebürgermeister von Jonava

## Schüler
- Artūras Zuokas (* 1968), Unternehmer, Journalist, Bürgermeister von Vilnius
- Darius Maskoliūnas (* 1971), Basketballspieler und Trainer, Politiker von Vilnius
- Julius Sabatauskas (* 1958), Politiker, Mitglied des Seimas
- Vladas Pavilonis (1932–2003), Strafrechtler, Verfassungsrichter, Professor
- Pranas Vilkas (* 1936), Ingenieur und Politiker, Seimas-Mitglied

## Partnerschaft
- Deutschland: Gebrüder-Montgolfier-Gymnasium in Berlin-Johannisthal